# Akershus
Akershus je okrug u južnoj Norveškoj.

## Zemljopis
Graniči s okruzima Hedmark, Oppland, Buskerud, Oslo i Østfold, te sa švedskom regijom Värmland. Središte okruga je u Oslu iako on nije u njegovom sastavu.

## Stanovništvo
Akershus je drugi po veličini okrug po broju stanovnika, nakon Osla, prema podacima iz 2008. godine u njemu živi 523.272 stanovnika.

## Općine
Okrug Akershus je podijeljen na 22 općine:
| 1. Asker 2. Aurskog-Høland 3. Bærum 4. Eidsvoll 5. Enebakk 6. Fet 7. Frogn 8. Gjerdrum 9. Hurdal 10. Lørenskog 11. Nannestad | 1. Nes 2. Nesodden 3. Nittedal 4. Oppegård 5. Rælingen 6. Skedsmo 7. Ski 8. Sørum 9. Ullensaker 10. Vestby 11. Ås |

## Vanjske poveznice
- Službena stranica Akershusa